# Rensley Celestina
Rensley Michael Celestina (nacido el 13 de agosto de 1987) es un futbolista internacional de Curazao y se desempeña en el terreno de juego como defensa; su actual equipo es el CRKSV Jong Holland de la primera división del Fútbol de las Antillas Neerlandesas.

## Trayectoria
- CRKSV Jong Holland  2010-presente